# 自販機の恋
「自販機の恋」（じはんきのこい）は、日本のシンガーソングライターであるヒグチアイの楽曲。映画『その恋、自販機で買えますか?』の主題歌である。

## 概要
ラブソング三部作の第二弾となる楽曲である。
2023年（令和5年）7月15日、ボーイズラブ漫画『その恋、自販機で買えますか？』の実写映画化作品にて、ヒグチアイが書き下ろした楽曲で主題歌を務めること、曲名が「自販機の恋」であることが発表された。年間500冊ほどボーイズラブ漫画を読み漁るほどボーイズラブ作品好きを公言していたヒグチにとって、ボーイズラブ作品に携わることは念願の仕事であり歓喜したといい、マネージャーから話があったときには「絶対に私が書いたらいい曲書けるから、絶対にやらせてくれ」と懇願したという。もともと原作ファンであったというヒグチは、実写映画の谷健二監督から「すごくほわっとした気持ちで終われるような曲」にしてほしいという要望を受けており、また原作に沿った楽曲を書きたいと考えて「原作のかわいらしさ、いじらしさを取り込みながら自販機を舞台に」書き下ろしたという。
同年8月9日に配信された。8月18日にミュージックビデオがYouTube上に公開された。

## ミュージックビデオ
2023年（令和5年）8月18日に公開されたミュージックビデオは、レアなものやレトロなものなど、様々な自動販売機が登場し、ムービーとスチール写真を織り交ぜたフィルムライクな映像となっている。

### 出演
- 金丸尭暉

### スタッフ
- ディレクター：河合宏樹
- 撮影監督：大隈文顕 / 山本啓太
- AD：大原寛史
- 撮影アシスタント：片川結
- ヘアメイク：堀川知佳
- 制作：株式会社RECIPRO

## タイアップ
- ボーイズラブ実写映画「その恋、自販機で買えますか？」主題歌

### 書籍出典
1. ↑  『その恋、自販機で買えますか？』パンフレット, 主題歌.

### ウェブサイト出典
1. 1 2  “ヒグチアイ、ラブソング三部作第二弾「自販機の恋」配信スタート”. BARKS.  JAPAN MUSIC NETWORK (2023年8月8日). 2023年8月9日時点のオリジナルよりアーカイブ。2024年1月7日閲覧。
2. 1 2  “ヒグチアイ、大人気BLコミック原作の映画『その恋、自販機で買えますか？』主題歌に新曲「自販機の恋」を書き下ろし！”. pony canyon NEWS (pony canyon). (2023年7月15日).  オリジナルの2023年7月20日時点におけるアーカイブ。 2024年1月7日閲覧。
3. 1 2  “BL実写映画『その恋、自販機で買えますか？』主題歌担当・ヒグチアイさんインタビュー”. アニメイトタイムズ.   アニメイト (2023年9月22日). 2023年9月23日時点のオリジナルよりアーカイブ。2024年1月9日閲覧。
4. 1 2  “ヒグチアイ「自販機の恋」MVにいろんな自販機”. 音楽ナタリー.   ナターシャ (2023年8月18日). 2023年8月19日時点のオリジナルよりアーカイブ。2024年1月7日閲覧。